# Will Smith (football américain)
Pour les articles homonymes, voir William Smith et Smith.
(en) Statistiques sur pro-football-reference
William Raymond Smith III, né le 4 juillet 1981 au Queens et mort assassiné le 9 avril 2016 à la Nouvelle-Orléans (Louisiane), est un joueur américain de football américain. Il jouait  avec les Saints de la Nouvelle-Orléans.

## Enfance
William Smith étudie à la Proctor High School de Utica où il est le meilleur joueur de ligne défensive dans l'État de New York. Il fait vingt sacks lors de sa dernière année.

## Carrière

### Université
Il entre à l'université d'État de l'Ohio où il joue dans l'équipe de football américain des Buckeyes.

### Professionnel

#### 2004-2006
William Smith est sélectionné au premier tour du draft de la NFL de 2004 par les Saints de la Nouvelle-Orléans au dix-huitième choix. Lors de sa première saison, il joue les seize matchs de la saison dont quatre comme titulaire. Le 19 septembre, contre les 49ers de San Francisco, il fait six tacles, un sack et provoque un fumble. Le 28 novembre, il réalise quatre tacles et un sack contre les Falcons d'Atlanta.
En 2005, il fait quarante-huit tacles et joue plus après que Darren Howard ne signa pas un nouveau contrat avec les Saints. La saison suivante, il réalise 10,5 sacks, et est sélectionné pour son premier Pro Bowl. En 2007, il réalise un safety. En 2008, il signe un contrat de six ans avec la Nouvelle-Orléans, d'une valeur de soixante-dix millions de dollars, devenant le troisième defensive end le mieux payé de la NFL. Le 2 décembre, il reçoit une suspension de quatre matchs pour usage d'un diurétique, masquant la prise de stéroïde.

#### 2007-2010
L'arrivée, en 2009, de Gregg Williams comme nouveau coordinateur défensif donne un coup d'accélérateur aux statistiques de Smith, faisant treize sacks, quarante-neuf tacles, provoque trois fumbles et intercepte une passe. Il obtient une mention honorable All-Pro. En 2010, il fait 5,5 sacks et une interception.

#### 2012-2014
En 2012, il est impliqué dans le scandale du Bountygate avec Gregg Williams (en), le coordinateur défensif, et ses coéquipiers Scott Fujita, Jonathan Vilma et Anthony Hargrove. 
Le 12 février 2014, il est libéré par les Saints.

#### Patriots de la Nouvelle-Angleterre
Le 5 avril 2014, il est signé par les Patriots de la Nouvelle-Angleterre. Il est libéré pendant la pré-saison le 24 août 2014.

### Incident sur la route et décès
Will Smith est tué, à cause d'un simple accrochage avec un autre véhicule, le soir du 9 avril 2016 à la Nouvelle-Orléans, le conducteur ayant tiré sur Will Smith, le tuant, et blessant sa femme aux jambes.

## Palmarès
- Équipe des rookies NFL 2004
- Super Bowl XLIV
- Sélection au Pro Bowl 2006